# Ragnar Malm

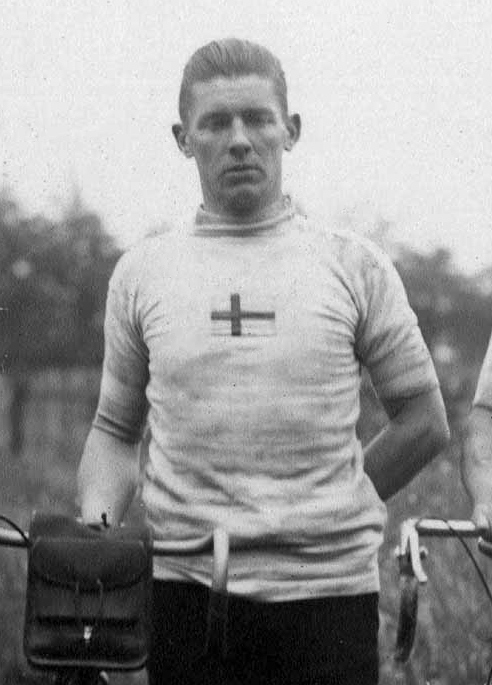
Ragnar Malm 1920

Karl Oskar Ragnar Malm (* 14. Mai 1893 in Stockholm; † 30. März 1958 in Uppsala) war ein schwedischer Radrennfahrer.
Malm wurde 1912 Schwedischer Meister im 100-km-Einzelzeitfahren und nahm im selben Jahr an den Olympischen Sommerspielen in seiner Heimatstadt teil. Gemeinsam mit Erik Friborg, Algot Lönn und Axel Persson gewann er die Mannschaftswertung im Straßenrennen, die sich aus den Einzelergebnissen im Einzelzeitfahren ergab. Im olympischen Straßenrennen belegte Malm hinter Friborg den achten Platz.
1913 wurde Malm nationaler Mannschaftsmeister, 1917 gelang es ihm, nationaler Meister im Einzelzeitfahren zu werden. 1918 war für ihn besonders erfolgreich, er verteidigte seinen Meistertitel und mit seinen Mannschaftskameraden auch die Mannschaftswertung. Außerdem gewann er die Mälaren Runt, ein 318 km langes Radrennen und eine zweite nationale Meisterschaft, diese beiden Siege wiederholte er 1919. Zudem gewann er 1919 ein weiteres Mal die Mannschaftsmeisterschaft. 1915, 1917 bis 1919, 1922 und 1924 siegte er im Skandisloppet, dem ältesten schwedischen Eintagesrennen.
Nachdem Malm durch die Absage der Olympischen Spiele 1916 um die Teilnahme gebracht worden war, bestritt er 1920 bei den Spielen in Antwerpen erneut das Straßenradrennen. Im olympischen Einzelzeitfahren belegte er beim Sieg von Harry Stenquist den 7. Rang, in der Mannschaftswertung belegten die Schweden den zweiten Platz. Malm wurde 1920 auch wieder nationaler Einzel- und Mannschaftsmeister im 100-km-Rennen.
1921, 1922 und 1923 gewann Malm wieder Rund um Mälaren, 1921 und 1922 auch die nationale Einzelmeisterschaft. 1924 bestritt er in Paris seine dritten Olympischen Sommerspiele. Malm belegte in der Einzelwertung den 17. Platz, die schwedische Mannschaft mit Malm, Gunnar Sköld und Erik Bohlin errang die Bronzemedaille in der Mannschaftswertung.